# A sivatag keze
A sivatag keze (spanyolul: Mano del desierto) egy kezet formázó, nagy méretű szobor a chilei Atacama-sivatagban.

## Története
A szobrot Mario Irarrázabal készítette, felavatására 1992. március 28-án került sor. Elkészítését a Corporación Pro Antofagasta támogatta, és ők azok, akik karbantartását is végzik: erre azért van szükség, mert egyrészt a helyszínen rendkívül nagy a napi hőingás, és ez megviseli az anyagát, másrészt néhány látogató festékszóróval rendszeresen megrongálja.
Alkotója több hasonló szobrot is készített, ezek például Velencében, a madridi I. János Károly parkban és az uruguayi Punta del Estében láthatók.

## Leírás
A 11 méter magas, a földből kinövő, bal kézfejet ábrázoló, vasbetonból készült szobor Chile északi részén, Antofagasta régió területén található az Atacama-sivatagban, Antofagasta városától mintegy 75 km távolságra délre. A tenger szintje fölött körülbelül 1100 méterrel helyezkedik el. Bár sivatag öleli körül, mégis könnyen megközelíthető, mivel tőle mintegy 400 méterre vezet el a Pánamerikai főútvonal.
Hogy az alkotásnak van-e valami mögöttes jelentése, és ha igen, mi az, arról számos elképzelés létezik. Vannak, akik úgy tudják, hogy a szobor nem más, mint az 1991-es áradás áldozatainak emlékműve, mások szerint letartóztatott és eltűnt személyekre emlékezik. Egy „városi legenda” szerint a kezet egy hatalmas sziklából faragták, amely előtte is itt állt a helyszínen.

## Képek

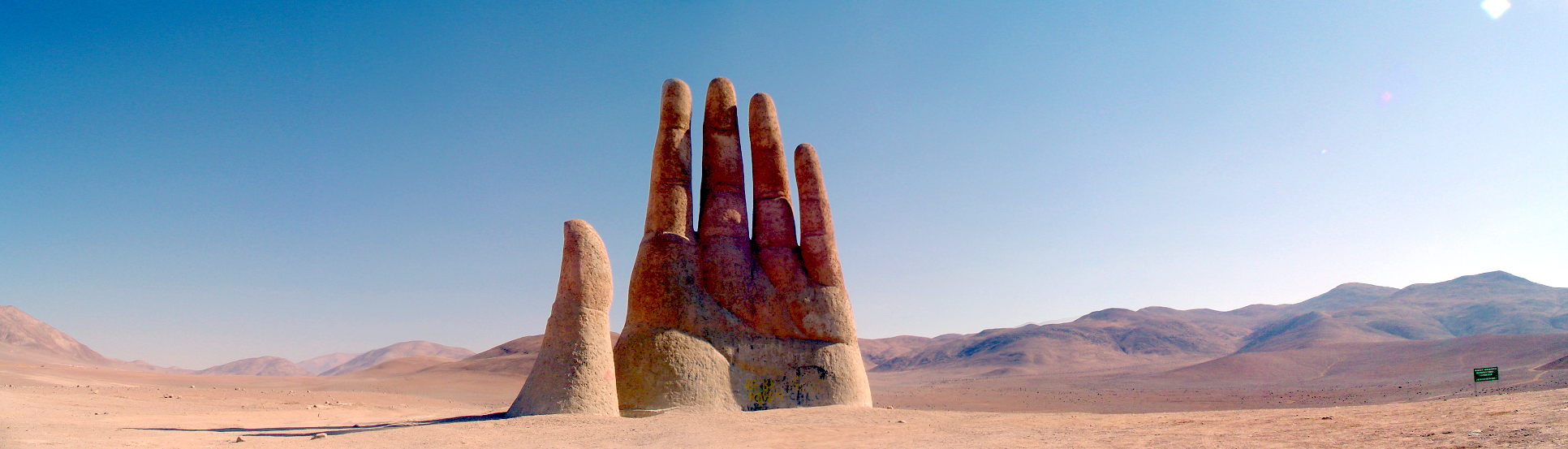
A szobor és környezete
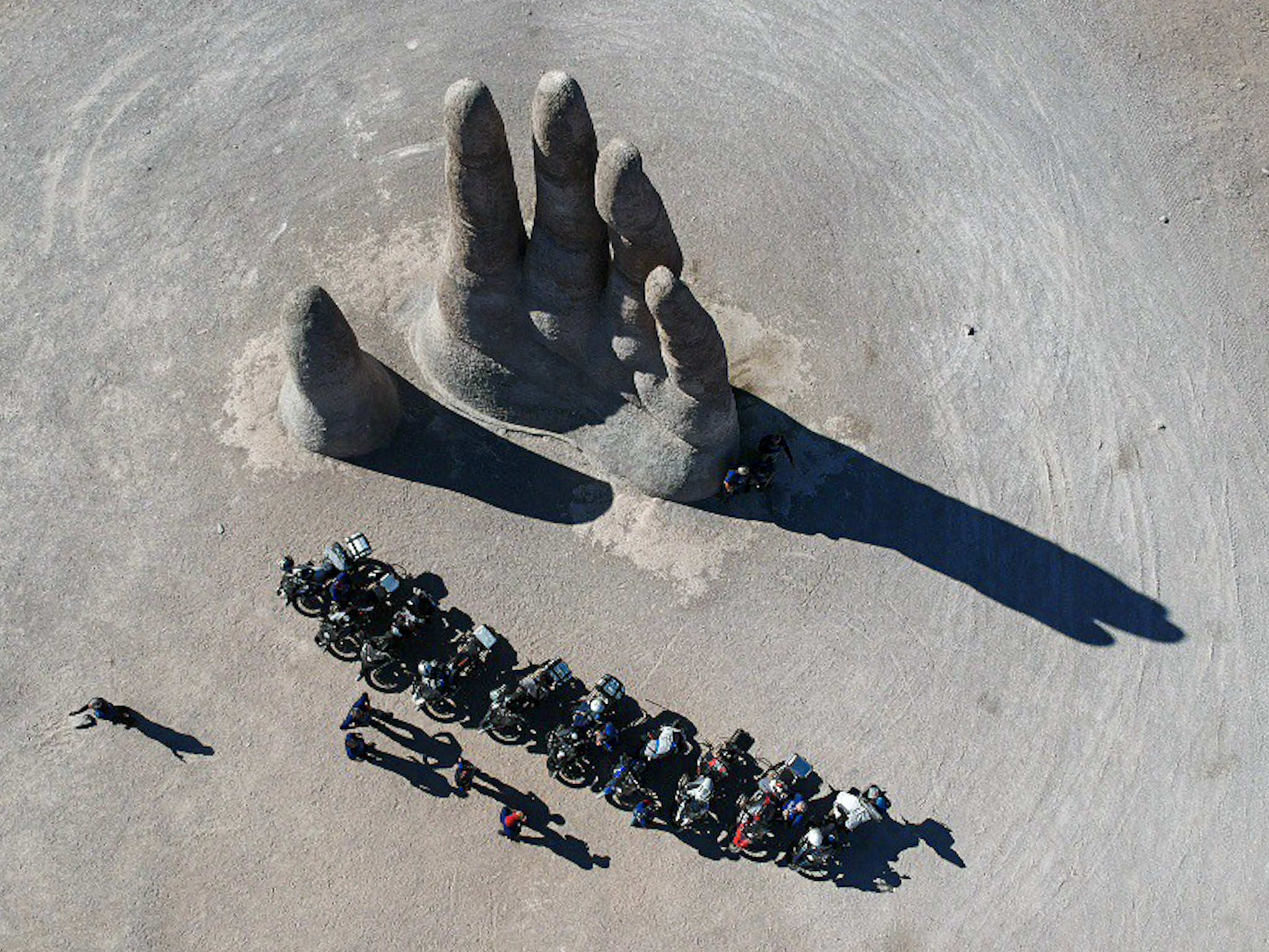
Fentről nézve
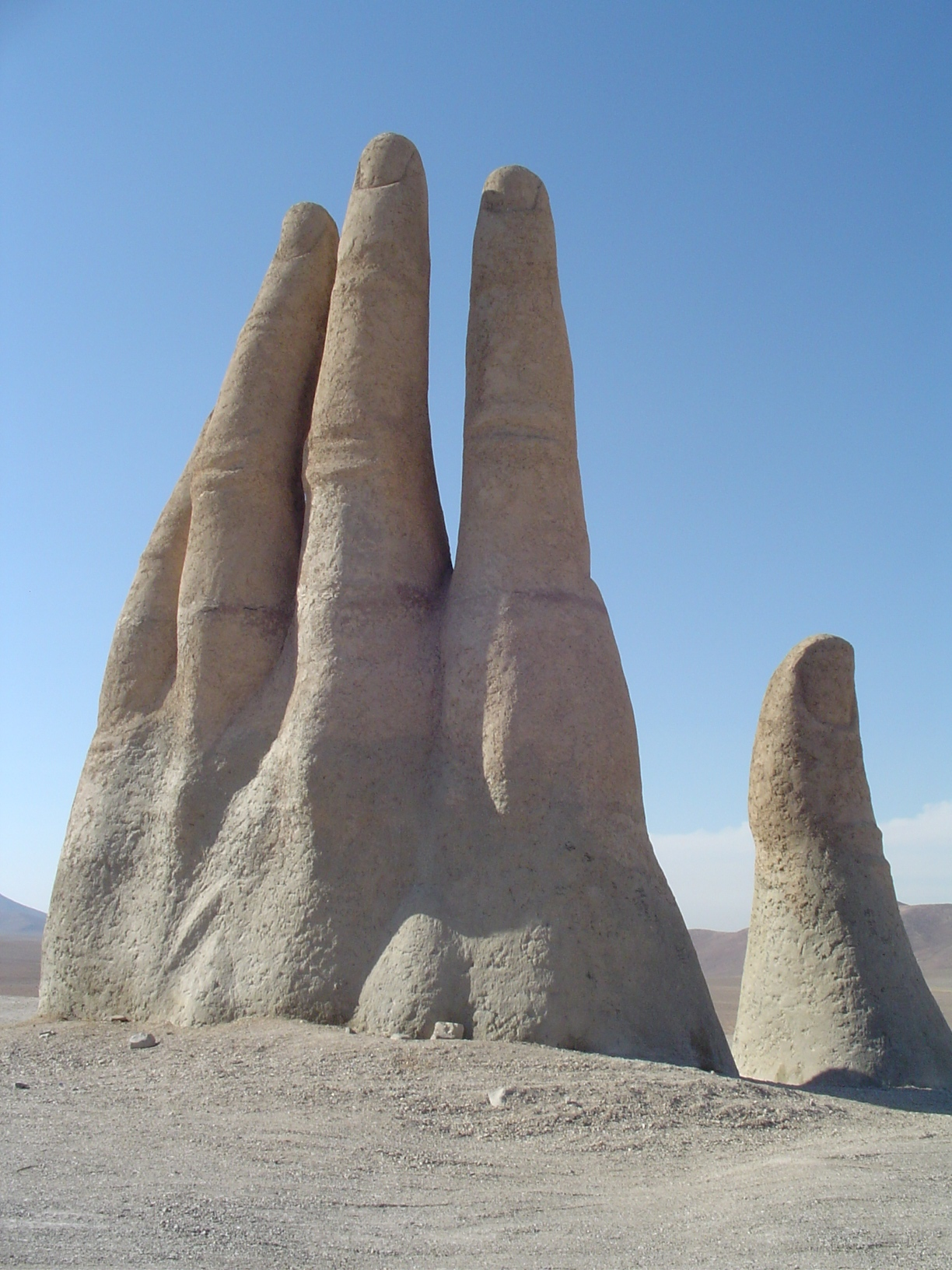
Hátulról nézve
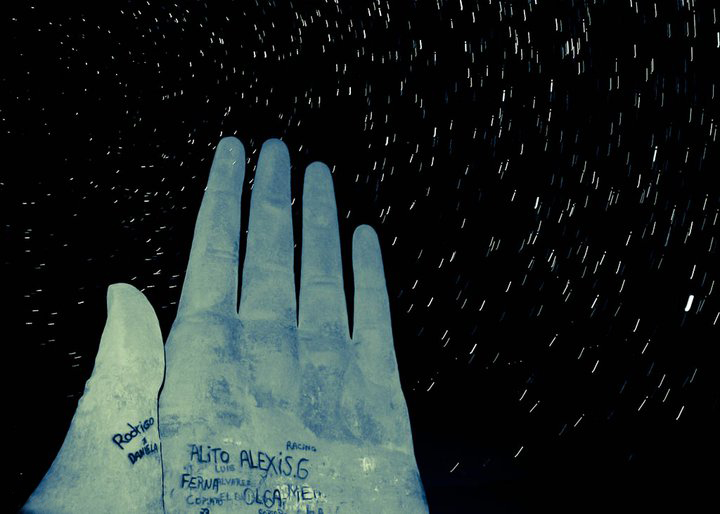
Éjjel